# Euquir (pintor)
Euquir (grec antic: Εὔχειρ, llatí: Eucheir) fou un pintor de l'antiga Grècia emparentat amb Dèdal i inventor de la pintura a Grècia. Aristòtil el considera un personatge mític.
L'esmenta Plini el Vell a la seva Naturalis Historia (Naturalis Historia. VII, 56).